# Dolina Timna
Dolina Timna se nahaja v južnem Izraelu v jugozahodnem Aabah (arabsko: وادي عربة‎, Wādī ʻAraba), približno 30 km severno od  Akabskega zaliva in mesta Eilat. Območje je bogato bakrovo rudo, ki so jo kopali od 5. tisočletja pr. n. št. dalje. Obstaja polemika ali so bili rudniki aktivni v času Izraelskega kraljestva in svetopisemskega kralja Salomona. 
Velik del doline, ki vsebuj starodavne ostanke rudarstva in starodavnega čaščenja, je zajeta v rekreacijskem parku.
V juliju 2011 je izraelska vlada odobrila gradnjo mednarodnega letališča, letališča Timna, v dolini Timna. 

## Zgodovina

### Rudnik bakra
Baker so na območju kopali že od 5. ali 6. tisočletja pred našim štetjem.  Arheološka izkopavanja kažejo, da so bili rudniki bakra v dolini Timna verjetno del Kraljestva Edom in so v njem delali Edomci, opisani kot svetopisemski sovražniki Izraelcev, v 10. stoletju pred našim štetjem, v času legendarnega kralja Salomona.  Rudarjenje so nadaljevali Izraeliti (Hebrejci) in Nabatejci do rimskega obdobja ter 1. in 2. stoletjem n. št. ter nato Umajadi iz Arabskega polotoka po Arabski osvojitvi v 7. stoletju, dokler se ni vsebina bakrove rude zelo zmanjšala. 
Baker je bil uporabljen za okraske, še bolj pomembno pa za izdelavo žag za rezanje kamna. 
Nedavne izkopavanja datirajo rudarjenje v 10. stoletje pr. n. št., ko so odkrili tudi najzgodnejše kamelje kosti z znaki udomačitve v Izraelu ali celo zunaj Arabskega polotoka, ki datira okoli 930 pred našim štetjem. To je videti kot dokaz izkopavanja, da so bile zgodbe Abraham, Jožefa, Jakoba in Ezava napisane ali prepisane po tem času, ko so videli, da je Biblija pogosto referenca za potovanja z udomačenimi kamelami. 

### Moderna zgodovina
Znanstveno pozornost in javni interes je vzbudila leta 1930, ko je Nelson Glueck pripisal rudarjenje bakra v dolini Timna kralju Salomonu (10. stoletje pr. n. št.) in ga poimenoval nahajališče »rudniki kralja Salomona«. Ti so bili po mnenju večine arheologov bolj zgodnji kot Solomonovo obdobje, do arheološkega izkopavanja Ereza Ben-Yosefa iz Univerze v Tel Avivu, ki je našel dokaze, ki kažejo, da so na tem področju kopali že pod vodstvom Edomitov, skupine, za katero Sveto pismo pravi, da so bili pogosto v vojni z Izraelom. 
Leta 1959 je profesor Beno Rothenberg, direktor Inštituta Archeo-Metallurgical Studies iz University College v Londonu, pod vodstvom Arabske ekspedicije, ki sta jo sponzorirala Eretz Izrael Museum in Tel Avivska Univerza, Inštitut za arheologijo. Ekspedicija je vključevala globok izkop Timna doline. Do leta 1990 so odkrili 10.000 rudnikov bakra in taborov s talilnimi pečmi, skalne risbe, geološke značilnosti, svetišča, templje, egiptovska rudarska svetišča, nakit in druge predmete, ki jih še nikoli prej niso našli nikjer na svetu.  Njihovemu izkopavanju in obnovi območja, sledi predvidena rekonstrukcija dolge in kompleksne zgodovine doline Timna pri proizvodnji bakra, iz poznega neolitika do srednjega veka. 
Moderna država Izrael je leta 1955 začela kopati baker na vzhodnem robu doline, a je prenehala leta 1976. Rudnik je bil ponovno odprt leta 1980. Rudnik so poimenovali »Timnah« po svetopisemskem poglavarju. 

## Geološke značilnosti
Dolina Timna je znana po svojih neobičajnih kamnitih formacijah in pesku. Čeprav je pretežno rdeč, je lahko pesek rumen, oranžen, siv, temno rjav ali črn. Svetlo zelen ali moder pesek se pojavi v bližini rudnikov bakra. Voda in erozija vetra so ustvarili več nenavadnih formacij, ki jih najdemo le v podobnih razmerah.

### Solomonovi stebri
Najočitnejša in znana tvorba v dolini Timna so Salomonovi stebri. Stebri so naravne strukture, ki so nastali v stoletjih erozije vode skozi peščenjakove pečine, dokler ni nastala serija ločenih struktur v obliki stebrov.
Ameriški arheolog Nelson Glueck je leta 1930 povzročil val zanimanja za te stebre. Trdil je, da so stebri povezani s kraljem Salomonom in jim je dal ime Salomonovi stebri. Čeprav njegova hipoteza ni imela podpore in ni bila sprejeta, je ime priljubljeno, pozornost pa je pomagala organizirati izkopavanja in sedanji nacionalni park.
Stebri so znani kot ozadje za večerne koncerte in plesne predstave v parku v poletnih mesecih. 

### Gobe
Goba je nenavaden monolit v obliki gobe, rdeča tvorba iz peščenjaka, znana kot hoodoo. Obliko gobe je povzročila erozija vetra, vlažnost zraka in voda skozi stoletja. Goba je obdana s staljeno bakreno rudo iz najdišč med 14. in 12. stoletjem pred našim štetjem.

### Naravni loki
Loki so naravni, nastali z delovanjem erozije in jih je mogoče videti ob zahodni steni doline. Loki niso tako redke, kot Salomonovi stebri in goba in podobne strukture je mogoče najti tudi drugje v svetu. Na območje lokov in mimo jaškov rudnika bakra gre tudi sprehajalna pot.

## Arheologija

### Svetišče Hator
Beno Rothenberg, glavni raziskovalec območja doline Timna, je izkopal majhen egipčanski tempelj, posvečen boginji Hator, egiptovski boginji rudarstva, ob vznožju Salomonovih stebrov. Zgrajen je bil v času vladavine faraona Setija I. na koncu 14. stoletja pr. n. št., za egipčanske rudarje. Svetišče ima odprto dvorišče s celo, vklesano v skalo,  domnevno nišo za kip božanstva. Škodo, ki jo je templju povzročil potres, so obnovili v času vladavine faraona Ramzesa II. v 13. stoletju pr. n. št., z večjim dvoriščem in podrobnejšimi stenami in tlemi. Dimenzije prvotnega svetišča so bile 15 x 15 metrov in iz belega peščenjaka, ki je bil najden le v rudarskem mestu, nekaj kilometrov stran. Hieroglifi, kipi in nakit, ki so jih našli v templju, so znašali več tisoč artefaktov in so zagotovili veliko pomembnih informacij za arheologe.  Izklesan kamen Ramzesa III. s Hator se nahaja na vrhu vzpenjajočih stopnic vklesanih v kamen poleg svetišča. Ko so Egipčani zapustili območje v sredini 12. stoletja pr. n. št., so Midianiti nadaljevali z uporabo templja. Izbrisali so dokaze egiptovskega kulta, zabrisali podobe Hator in egiptovske hieroglife in zgradili vrsto stel in klop za darovanja na obeh straneh vhoda. Tempelj je postalo puščavsko svetišče, ki so ga napolnili z lončenino in kovinskim nakitom. V bližini svetišča so našli tudi bronasto kačo.

### Skalne risbe
Veliko skalnih risb se nahaja po vsej dolini, ki so jih skozi čas prispevali različni vladajoči imperiji. Egipčani so izrezljali najbolj znane risbe, bojne vozove z egipčanskim bojevnikom, ki med vožnjo drži sekiro in ščit. Sprehajalna pot vodi obiskovalce do teh risb, ki se nahajajo v ozki dolini približno dve milji od rudnikov.
Arheologi so uporabili rezbarije, da bi proučili obrede in način življenja različnih kultur, ki so nekoč vladali območju. Risbe zagotavljajo tudi informacije o rastlinah in živalih na območju, poleg življenja in dela ljudi.

### Nedavna izkopavanja
Obnovljeni arheološke raziskave izkoriščanja bakra v dolini Timna so se začele leta 2009, ko je ekipa iz UCSD pod vodstvom dr. Erez Ben-Yosefa preučila tabor št. 30. To lokacijo je najprej izkopal Rothenberg in je datirana v pozno bronasto dobo (14. - 12. stoletjem pred našim štetjem), ter temelji na najdbi svetišča Hator. Novi rezultati, pridobljeni z uporabo visoko preciznega radiokarbonskega datiranja kratkoživih organskih vzorcev in arheomagnetskega datiranja žlindre so pokazali, da se je velika dejavnost taljenja zgodila v začetku železne dobe (11. - 9. stoletje pr. n. št.). To razlikovanje je zelo pomembno, saj datiranje premika dejavnost v čas Kraljestva Izrael, pogosto imenovanega kot čas kraljev Davida in Salomona. 
Projekt "Centralna dolina Timna" (tudi vodi Ben-Yosef iz Tel Avivske Univerze), ki se je začela v letu 2013, nadaljuje prejšnje delo in "vključuje nova izkopavanja in najdbe, namenjene za reševanje številnih ključnih vprašanj pozne bronaste in železne dobe arheologije južnega Levanta. To vključuje zgodovino tehnologije proizvodnje bakra in uvajanje železa, zgodovinska vprašanja v zvezi z naravo 13. - do 9. stoletja pr. n. št. puščavskih družb in vplivu intenzivne proizvodnje bakra na družbene procese, regionalne in globalne politične interakcije in gospodarstvo južnega Levanta v tistem obdobju. 
Raziskave in izkopavanja v prvih dveh sezonah so se osredotočila na talilno mesto št. 34 ("hrib sužnjev" / Giv'at Ha'avadim) in dve rudarski območji v parku. Ekipa je zagotovila datiranje velike proizvodnje bakra na mestu št. 34 v zgodnjo železno dobo (11. - 9. stoletje pr. n. št.), kar potrjuje večjo sliko dejavnosti v tem obdobju. 
Ekipa je tudi z optično stimulirano luminiscenco (OSL) določila datum rudarske dejavnosti v območju skalnih risb Merkavot /bojni voz. Več oblik rudarske tehnologije je razstavljeno in obsega obdobje približno 6.000 let. Materialna dediščina, ki se nahaja v ali okoli večine rudnikov terja novo vrsto raziskav za potrebe datiranja za vsako tehniko. 

## Naravni rezervat
V letu 2002 je bilo 42.000 dunum (turško (ﻕﻤﻨﺿ / dönmek - je površina ozemlja, ki ga je človek lahko preoral v enem dnevu) v dolini Timna razglašeno za naravni rezervat, in obsega vso rudarsko dejavnost v območju rezervata.  Gazele in kozorogi še pohajkujejo po območju, vendar slike teh živali in noje najdemo na visokem peščenem grebenu, iz česar lahko sklepamo, da so noji nekoč živeli tukaj.

## Park dolina Timna
Park dolina Timna je bil odprt s strani Judovskega nacionalnega sklada in deli Rothenbergove ugotovitve z javnostjo. V parku obstaja okoli 20 različnih sprehajalnih poti in nekatere ceste, ki vodijo obiskovalce do različnih znamenitosti. Judovski nacionalni sklad je neprofitna organizacija, ki pomaga pri razvoju Izraela, financira nastanek mnogih ne-zgodovinskih turističnih in družinskih znamenitosti in dejavnosti v parku. Park vključuje tudi  rekreacijska mesta z umetnim jezerom in 4D film s svetlobno in zvočno predstavo.  Park se uporablja kot lokacije za koncerte na prostem in kot plezališče.  Ker park ni del nacionalnih parkov Izraela, je prišlo do polemike glede gradnje hotelov in velikega turističnega območja na tem področju. 

### Replika tabernaklja
Replika svetopisemskega šotora v naravni velikosti, šotor, kjer je Bog domnevno naročil Mojzesu graditi, da bi imel premično zatočišče med eksodusom iz Egipta v Sveto dežele, je bila v parku zgrajena v zadnjih letih. Ta ne uporablja materialov, opisanih v Svetem pismu. 